# Rajd Grecji 1975
Rajd Akropolu 1975 - Rajd Grecji (22. Acropolis Rally) – 22 Rajd Grecji rozgrywany w Grecji w dniach 24-31 maja. Była to czwarta runda Rajdowych mistrzostw świata w roku 1975. Rajd został rozegrany na nawierzchni szutrowej i asfaltowej. Baza imprezy była zlokalizowana w mieście Ateny.

## Wyniki końcowe rajdu[1]
| Msc. | Kierowca                 | Pilot                 | Samochód                 | Czas     | Strata   | Punkty |
| ---- | ------------------------ | --------------------- | ------------------------ | -------- | -------- | ------ |
| 1    | Walter Röhrl             | Jochen Berger         | Opel Ascona              | 9:20.36  | 0.0      | 20     |
| 2.   | Tasos Livieratos         | Miltos Andriopoulos   | Alpine-Renault A110 1800 | 9:56.18  | +35.42   | 15     |
| 3.   | Mihalis Koumas           | Pétros Dimitriadis    | Mitsubishi Galant        | 11:35.53 | +2:15.17 | 12     |
| 4.   | Johnny Pesmazoglou       | Dimítris Iorgitsis    | Opel Ascona              | 11:45.01 | +2:24.25 |        |
| 5.   | Alexandros Maniatopoulos | Ioánnis Lekkas        | Audi 80 GT               | 11:53.51 | +2:33.15 | 8      |
| 6.   | Bernt-Inge Steffansson   | Ola Tholen            | Volvo 142                | 11:54.22 | +2:33.46 | 6      |
| 7.   | Iórgos Moschous          | Aris Stathakis        | Alfa Romeo Alfetta GT    | 12:03.50 | +2:43.14 | 4      |
| 8.   | Mihális Moschous         | A. "Nikias" Kelesakos | Alfa Romeo Alfetta       | 12:33.12 | +3:12.36 |        |
| 9.   | Hans-Michael Jelsdorf    | Mogens Gliese         | Opel Ascona              | 12:42.01 | +3:21.25 |        |
| 10.  | Pavlos Moschoutis        | Pavlos Valendis       | Lada 2103                | 12:53.02 | +3:32.26 | 1      |

## Klasyfikacja producentów po 4 rundach
| Lp | Producent      | Pkt. |
| -- | -------------- | ---- |
| 1  | Lancia         | 55   |
| 2  | Opel           | 23   |
| 2  | Fiat           | 23   |
| 4  | Mitsubishi     | 22   |
| 5  | Alpine-Renault | 21   |

- Uwaga: Tabela obejmuje tylko pięć pierwszych miejsc.